# ブリーフケース

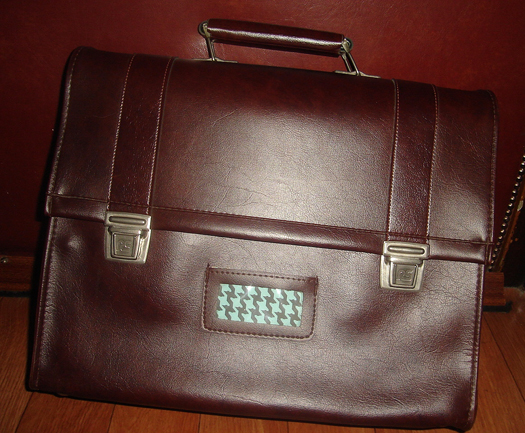
革製のブリーフケース

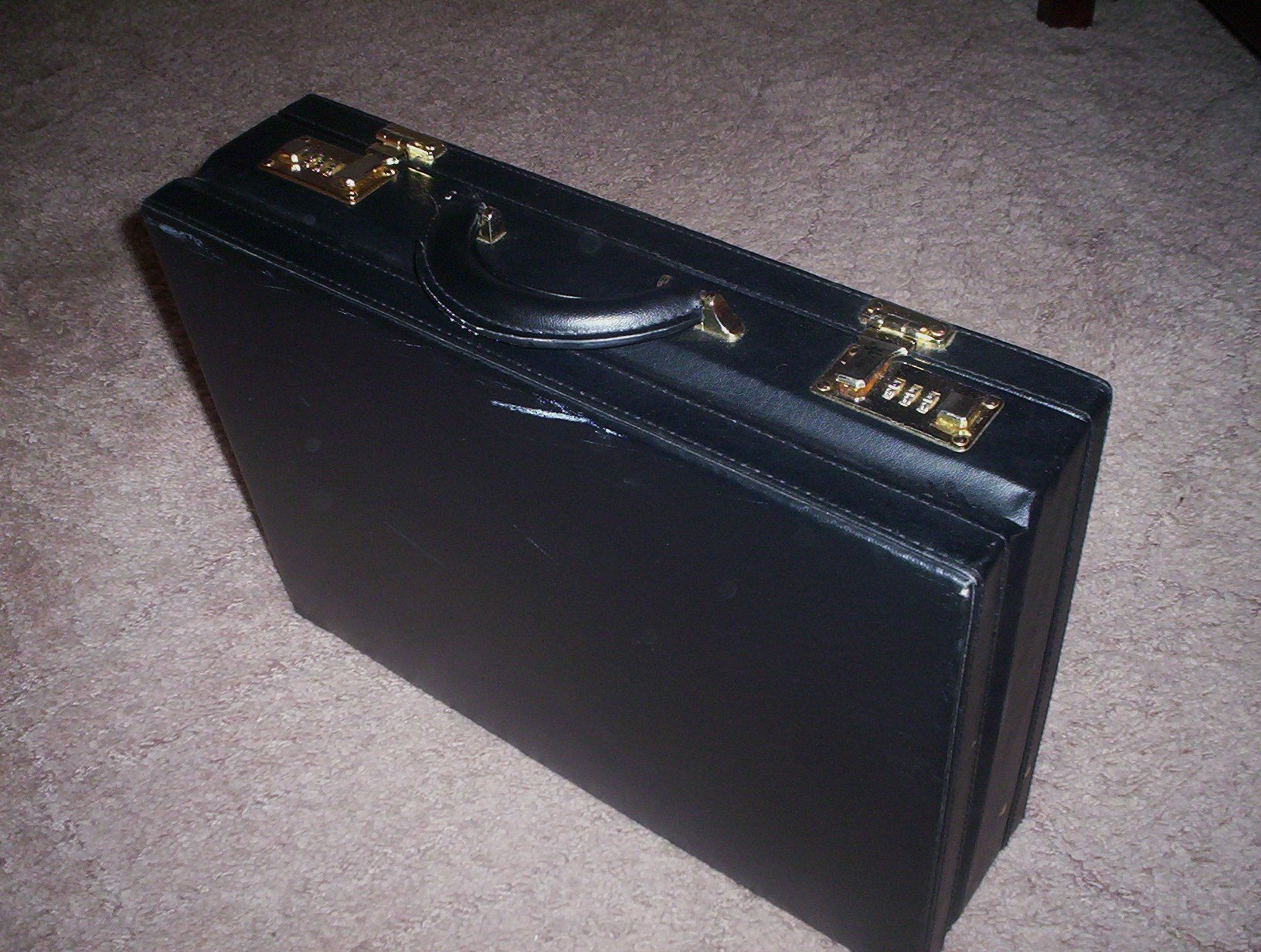
革製のアタッシェケース

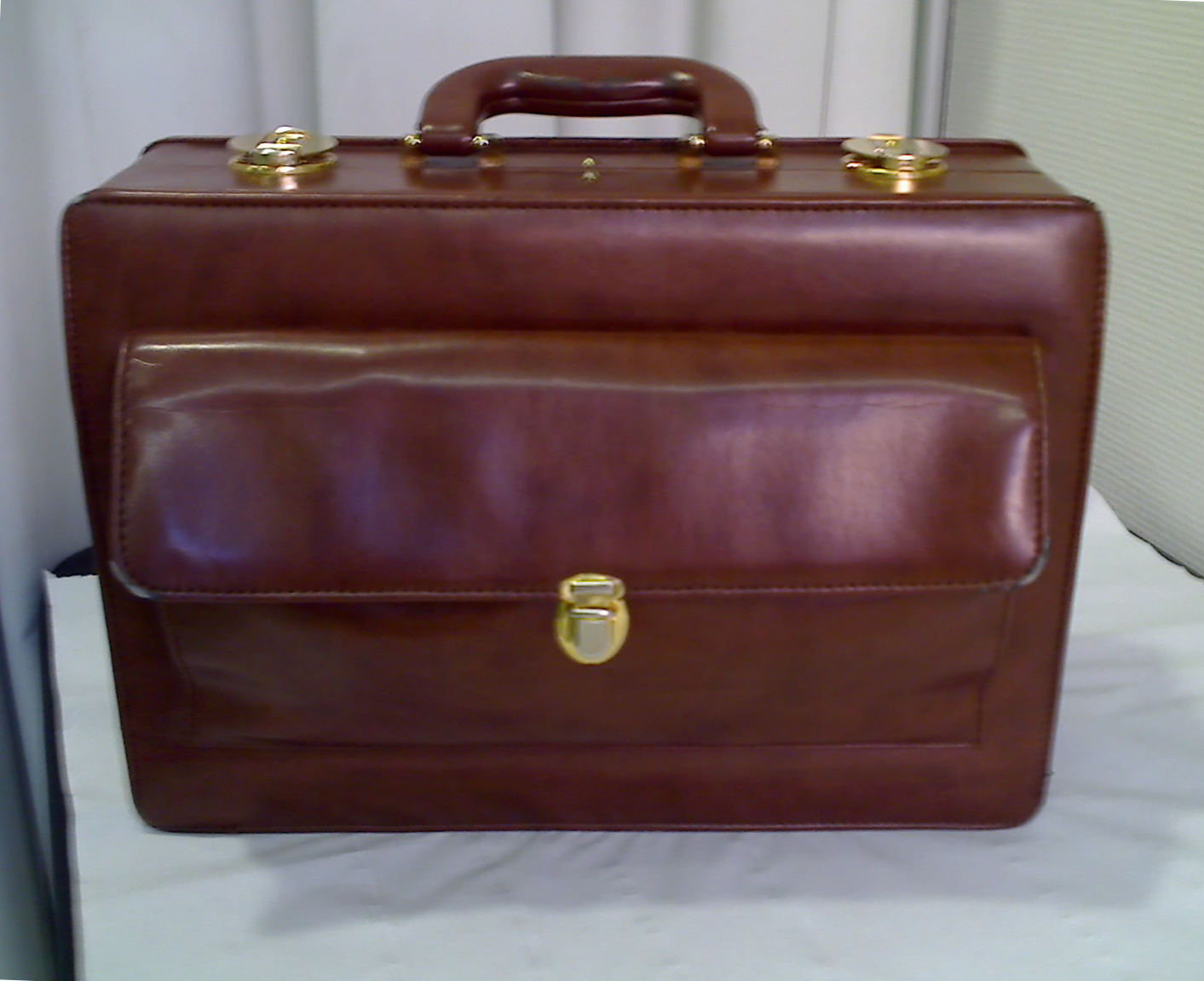
ドクターズバッグ

ブリーフケース（英語: briefcase）とは、鞄の一種で、日本語では「書類用鞄」の意味である。書類かばんとも呼ばれる。
名の通り、書類を入れるための鞄であり、薄い箱形をしている。ビジネスマンが持つことが多く、書類だけでなく、そのほかの携行品を入れることもできる。A4サイズの書類が折り畳まず入るのが望ましい。金具の付いた足場があると倒れにくい。皮革が多いが、人造皮革やナイロン製も使われている。
取っ手を掴んで携行することになるので、あまり重たいものを入れて長時間移動することにも向いていない。公共交通機関で通勤に用いるとき、立っている場合、常に片手が使えないことになり、自動車や比較的空いた電車で短時間でドア・ツー・ドアで移動できる欧米の通勤環境と異なり、日本の場合は使い勝手が悪いことになる。
ノートパソコンを持ち運ぶのに用いられることも多いほか、衝撃吸収材などが入った鞄も売られている。

## ブリーフケースの種類
アタッシェケース/アタッシュケース
革やアルミニウムでできた箱形のブリーフケースのこと。「アタッシェ」はフランス語、英語読み、「アタッシュ」は慣用に由来し、日本語としてはどちらの表記も用いられる。
抱鞄（かかえかばん）
ビジネス用途で書類入れとして用いられた鞄。抱えて持つことが多かったが、大正時代半ばから手提げ式が多くなる。学生鞄としても広く用いられていたが、学生用としては衰退気味であり、一部の中学生や高校生が用いているのみである。
学生鞄
学生が持つ登下校用の鞄をいう。なかでも、革製の抱鞄を狭義ではさす。ただし、弁当や辞書、たくさんの教科書やノートを運ぶのには向いていないうえ、スポーツ用具などを入れておけないことから、あまり使われなくなった。
ダレスバッグ
側面が山形で容量が多く、上部を口金で止めるビジネス鞄。ダレスバッグの名はジョン・フォスター・ダレスにちなむ。
ドクターズバッグ
ダレスバッグを大きくしたもので、聴診器や注射器を入れるための厚めの鞄。
ハンディケース
持ち手やベルトなどが付いておらず、直に手で持つ鞄。
フライトケース
上部を重ねて閉じる手提げ鞄。機長が職務に必要な物を入れて持ち歩き、機内では操縦席の脇に置いて使う。
狭い機内で場所を取らずに取り出せるよう、開閉口が上部に設けられている。ただし、携行したまま開閉口を開けないため、その用途は限られる。有視界飛行が主だった時代に航空図を入れておき、参照することに用いられた。パイロットのスマートなイメージから流行していたが、上記のような使い勝手の悪さからあまりビジネスバックとしては使われなくなった。パイロットが用いるものは奥行きが深いが、ビジネスで用いられる場合はアタッシェケースの大きさに近いものが使われる。
フォッリョケース、フォリオケース (folio case)
引っ込めることができる持ち手のついたポルトフォッリョ。
ビジネスバッグ
広く、一般的なビジネスパーソンが使用する鞄の総称。
ポルトフォッリョ、ポートフォリオ (portfolio)
持ち手のないブリーフケース。由来はイタリア語の portare（ポルターレ、運ぶ）と foglio（フォッリョ、紙、書類）。かつて商店の店員が、掛け金を回収するのに現金を入れて携行することに使われた。
ミュージックケース
楽譜を入れるために用いていた鞄。